# (3707) Schröter
Pour les articles homonymes, voir Schröter.
(3707) Schröter est un astéroïde de la ceinture principale découvert le 5 février 1934 par l'astronome allemand Karl Wilhelm Reinmuth. Le lieu de découverte est Heidelberg (024). Sa désignation provisoire était 1934 CC.